# Racomitrium brevipes
Racomitrium brevipes är en bladmossart som beskrevs av Kindberg 1890. Racomitrium brevipes ingår i släktet raggmossor, och familjen Grimmiaceae. Inga underarter finns listade i Catalogue of Life.